# Numero Deus impare gaudet

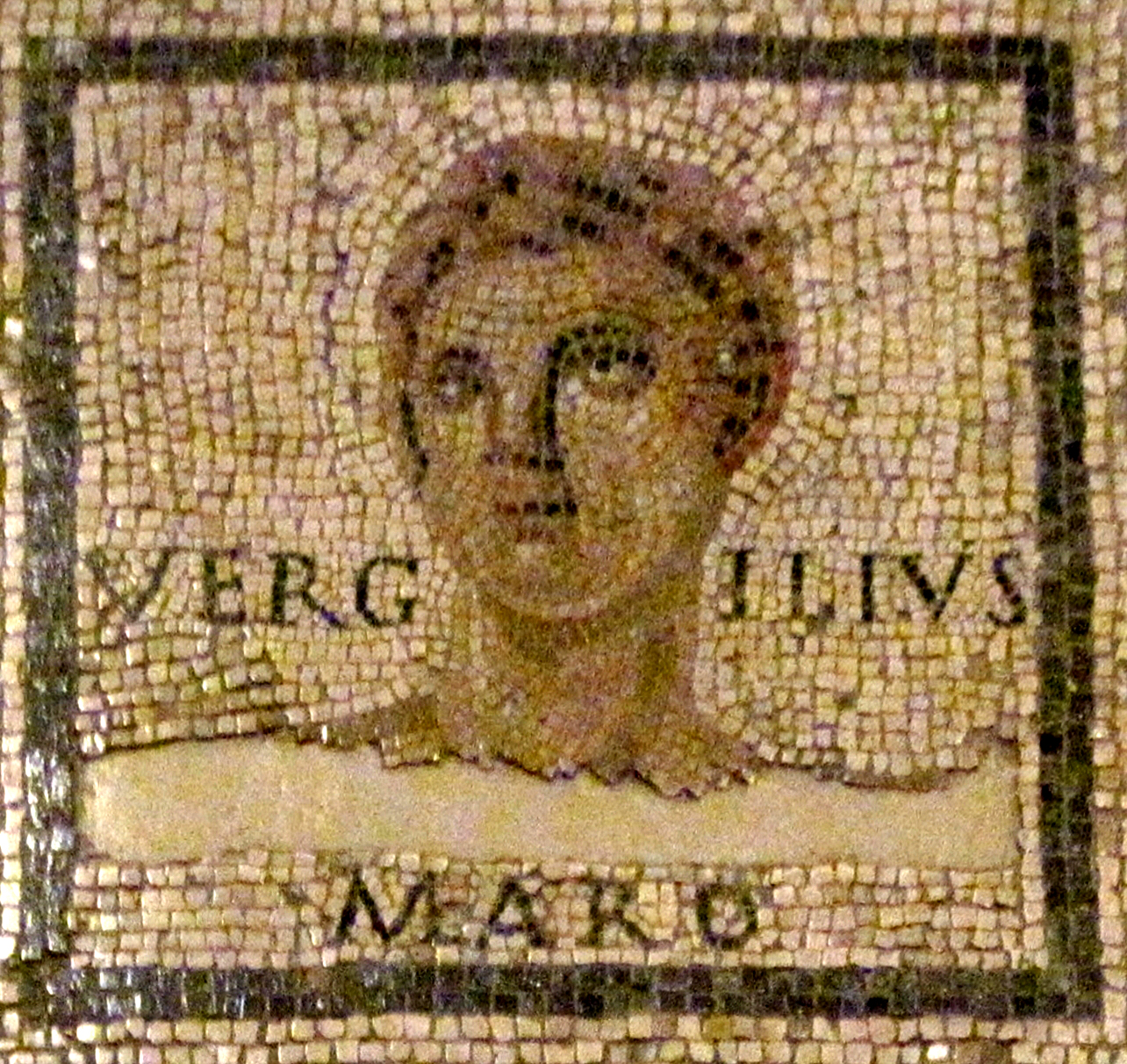
Rappresentazione di Virgilio (Monnus-Mosaic, Rheinisches Landesmuseum Treviri)

La locuzione latina Numero Deus impare gaudet, tradotta letteralmente, significa Dio ama i numeri dispari. (Virgilio, Egloghe, VIII, 75).
Gli antichi credevano che i numeri dispari avessero speciali virtù. Lo stesso Dante non riuscì a sottrarsi a questa corrente del tempo e strutturò la sua Divina Commedia sul numero tre e suoi multipli: tre cantiche, tre fiere che gli sbarrano il passo, tutta l'opera in versi legati a tre a tre (terzine), il viaggio nell'aldilà suddiviso in tre regni, etc.